# Фридрих VIII фон Далберг
Фридрих VIII фон Далберг (на немски: Friedrich VIII von Dalberg; * 1499 или 1500; † 21 февруари 1574) от фамилията „Кемерер фон Вормс“ е господар на Далберг при Бад Кройцнах и амт-ман/„байлиф“ в Опенхайм в Курфюрство Майнц.
Той е най-големият син (от 6 деца) на Дитер VI фон Далберг († 9 февруари 1530), висш чиновник в Курфюрство Пфалц, и съпругата му Ана фон Хелмщат († 28 август 1528), дъщеря на Ханс/Йохан I фон Хелмщат († 1500) и Маргарета (Гертдуд) фон Палант. Племенник е на Йохан XX фон Далберг (1455 – 1503), епископ на Вормс (1482 – 1503).
Фридрих VIII фон Далберг умира на ок. 75 години на 21 февруари 1574 г. и е погребан в църквата на Валхаузен при Бад Кройцнах.

## Фамилия
Фридрих VIII фон Далберг се жени 1536 г. за Анна фон Флекенщайн († 12 декември 1564, погребана в Рупертсберг), дъщеря на Лудвиг фон Флекенщайн († 1541) и Урсула фон Ингелхайм († 1538). Те имат децата:
- Йохан (Ханс) Кемерер фон Вормс-Далберг († 29 юли 1607), господар на Далберг, байлиф на Ланщайн, женен на 4 август 1569 г. за Катарина Валдбот фон Басенхайм (* ок. 1543/1544; † 5 август 1596), дъщеря на Антон Валдбот фон Басенхайм-Олдбрюк, шериф на Кобленц († 1571) и Катарина фон Неселроде († 1558); баща на фрайхер Волф Дитрих Кемерер фон Вормс-Далберг († 1618) и на Урсула Кемерер фон Вормс-Далберг
- Катарина Кемерер фон Вормс-Далберг († 5 август 1615), омъжена на 3 юни 1553 г. за Йохан Валдбот фон Басенхайм-Олдбрюк-Кьонигсфелд († 1589), син на Антон Валдбот фон Басенхайм-Олбрюк-Кьонигсфелд († 1537) и Елизабет фон Грайфенклау († 1538)
- Маргарета Кемерер фон Вормс († 1609), омъжена за Емерих фон Елц († 12 март 1609), син на Фридрих фон Елц-Близкастел (1484 – 1556) и Доротея фон Левенщайн(† 1542)
- Фридрих фон Далберг († пр. 1577), фрайхер на Далберг, женен за Барбара фон Розенберг († 1578), дъщеря на Балтазар фон Розенберг и Анна Кранц фон Гайшполцхайм; баща на Волфганг Фридрих фон Далберг-Хернсхайм († 1621)